# التحنو
تحنو هي إثنية قليلة العدد جداً وبائدة سكنت في منطقة صغيرة جداً أيضاً إلى الغرب من وادي النيل.

## تاريخه
أقدم أثر كتب عليه اسم شعب التحنو هو صلاية الأسد والعقبان التي ترجع إلى عصر ما قبل الأسرات في الألف الرابعة قبل الميلاد. وقد سجل الاسم أيضاً على اللوحة المعروفة باسم صلاية الحصون والغنائم ، وجاء على الختم الاسطواني للملك نعرمر من الأسرة الأولى، وورد في المعبد الجنزي للملك ساحورع من الأسرة الخامسة، وفي نصوص الأهرامات وفي نصوص الأدعية من عصر الملك سيتي من الأسرة السادسة، وذكر على النصب التذكاري للملك منتوحتب بالجبلين من الأسرة الحادية عشرة. ومنه اشتق الاسم الأنتولوجي «تحينو» أي شعب التحنو، وكتب بأكثر من طريقة على آثار تتواصل حتى عصر الدولة الحديثة.

## ملامحه
ظهرت ملامح شعب التحنو على صلاية الأسد والعقبان بشعر مستقيم مموج وأنف أقنى ولحىً قصيرة وهم يلبسون إزاراً مشدوداً حول الخصر؛ أما صورهم القليلة جداً التي على الخاتم الاسطواني للملك نعرمر فلا نستطيع أن نميز ملامحهم فيها لأنها أي صورهم هذه مهشمة؛ وثمة صور أخرى لهم بنسائهم وأطفالهم على جدران المعابد الجنائزية لكل من ساحورع ، وني أوسررع ، وبيبي الثاني.
لونهم أبيض متوسط (حنطي). يرتدون ذيولا ، وعلى جباههم تبدو خصلة الشعر التي تشبه إلى حد كبير الصل المصري على عادة الملوك الفراعنة، وهم يرتدون إزاراً يشده حزام عند الخصر ويتدلى فوق الركبتين. وثمة علاقات وطيدة بين المصريين والتحنو منذ زمن الأسرة الأولى ، يدل على ذلك التشابه الكبير بين أسمائهم وملابسهم وأوانيهم الفخارية ، مما يدعو إلى القول أحياناً بأن المصريين والتحنو هما شعب متقارب. وهناك أيضا العقائد التي تربط بين التحنو وبين سكان غرب الدلتا بالذات ، مثل المعبود ( تحنوي ) الذي يشترك مع المعبود ( حورس تحنو ) في نفس الصفات ، بالإضافة إلى المعبودة «نيت» معبودة غرب الدلتا.

## وصلة خارجية
- التحنو